# Michał Rękas (duchowny)
Michał Rękas (ur. 28 września 1895 w Łanach Polskich, zm. 15 lutego 1964 w Katowicach) − polski ksiądz katolicki, działacz społeczny, założyciel stowarzyszenia Apostolstwo Chorych.

## Życiorys
Ukończył z odznaczeniem gimnazjum we Lwowie. W 1919 ukończył studia na Wydziale Teologicznym Uniwersytetu Jana Kazimierza we Lwowie, po czym 31 maja tego roku otrzymał sakrament święceń kapłańskie z rąk abp. Józefa Bilczewskiego. Następnie był wikariuszem w Tarnopolu, Złoczowie oraz w bazylice katedralnej we Lwowie. Pełnił też funkcję prefekta w Arcybiskupim Seminarium Duchownym we Lwowie i kapelana Zakładu dla Chorych Umysłowych na Kulparkowie. Był kapelanem w lwowskich szpitalach, założycielem polskiej gałęzi wspólnoty Apostolstwo Chorych i redaktorem czasopisma „Apostolstwo Chorych”.
W 1929 założył we Lwowie stowarzyszenie Apostolstwo Chorych. Był też kierownikiem redakcji katolickiej Radia Lwów, które – dzięki jego inicjatywie – nadawało audycję Radio chorym (pierwsza audycja 31 października 1930) i transmitowało msze w trzech obrządkach katolickich: łacińskim, greckim i ormiańskim.
W okresie II wojny światowej nauczał w tajnym seminarium duchownym i był aktywnym organizatorem pomocy dla polskich i żydowskich więźniów niemieckich więzień we Lwowie. Współdziałał wówczas z Komitetem Opieki i Pomocy.
Po zakończeniu wojny i wygnaniu Polaków ze Lwowa przybył do Katowic, gdzie od września 1945 działała przeniesiona ze Lwowa krajowa centrala Apostolstwa Chorych. Wznowił też (w 1946) audycje radiowe dla chorych, jednak w 1949 zostały one przez komunistyczne władze zakazane.
Dnia 12 kwietnia 1951 roku ks. Rękas obronił pracę doktorską na Uniwersytecie Warszawskim.
Uchwałą Rady Państwa z 19 lipca 1954 został odznaczony Złotym Krzyżem Zasługi za zasługi w pracy społecznej.
Zmarł 15 lutego 1964. Spoczywa na cmentarzu przy ul. Francuskiej w Katowicach.

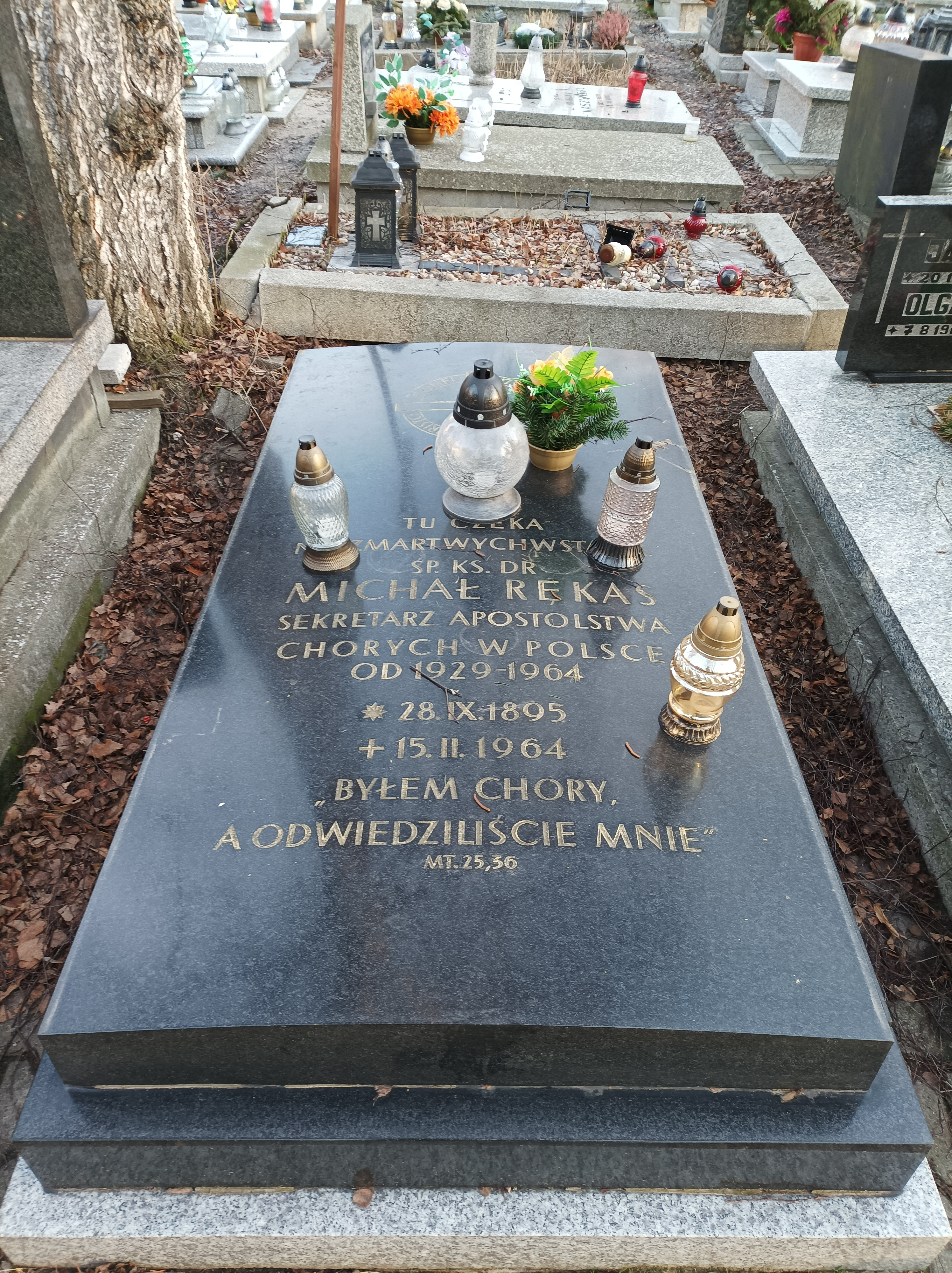
Grób ks. Michała Rękasa na cmentarzu przy ul. Francuskiej w Katowicach